# Girls and Sex
Pour plus de détails, voir Fiche technique et Distribution.
Girls and sex (Mädchen, Mädchen) est une comédie allemande réalisée par Dennis Gansel et sortie en 2001. Elle a rassemblé 1 778 841 dans les salles allemandes et fait 233 538 $ de recettes en Russie. Fort de ce succès, une suite est sortie en 2004 : Girls and Sex 2.

## Synopsis
Trois adolescentes recherchent celui qui pourra leur donner un orgasme.

## Fiche technique
- Titre original : Mädchen, Mädchen
- Titre anglais : Girls on Top
- Réalisation : Dennis Gansel
- Scénario : Maggie Peren, Christian Zübert sur une idée de Colette Burson et Kate Robin
- Décors : Waimann Oliver
- Costumes : Natascha Curtius-Noss
- Photographie : Axel Sand
- Montage : Anne Christine Loewer
- Musique : Tobias Neumann, Martin Probst
- Casting : Nessie Nesslauer
- Production : Thomas Augsberger, Matthias Emcke, Tina Fauvet, Viola Jäger, Harald Kügler, Martin Moszkowicz, Sigrid Narjes, Molly von Fürstenberg
- Sociétés de production : Bayerischer Banken-Fonds, Key Entertainment, Olga Film GmbH
- Société de distribution : Constantin Film (Allemagne)
- Format : 35 mm - 1.85:1 - couleur
- Pays d'origine :  Allemagne
- Langue originale : allemand
- Genre : Comédie
- Durée : 90 minutes
- Dates de sortie[2] :
  - Allemagne : 29 mars 2001
  - Suisse : 10 mai 2001 (région germanophone)
  - Suède, Festival international du film de Bergen : 22 octobre 2001
  - Hongrie : 24 janvier 2002
  - Corée du Sud : 25 janvier 2002
  - Japon : 30 mars 2002
  - République tchèque : 3 octobre 2002
  - Roumanie : 30 mai 2003
  - Italie : 22 août 2003
  - France : 1er octobre 2003 (sortie DVD)

## Distribution
- Diana Amft : Inken
- Karoline Herfurth : Lena
- Felicitas Woll : Victoria
- Andreas Christ : Nick
- Max Riemelt : Flin
- Florian Lukas : Entraîneur de Carsten
- Arzu Bazman : Chayenne
- Frederic Welter : Tim
- Henning Baum : Entraîneur de l'équipe de Chayenne